# Inbreiding
Inbreiding is het bouwen binnen bestaande bebouwing. Het tegenovergestelde is uitbreiding, dat plaatsvindt aan de grenzen van bestaande bebouwing. Inbreiding is soms een omstreden manier van bouwen, omdat dit veelal gepaard gaat met archeologische en bodemsaneringsonderzoeken. 
Inbreiding kan betrekking hebben op een kleine kavel, maar ook op een stuk grond dat al bebouwd is, waarbij de bestaande bebouwing gesloopt wordt en het terrein daarna weer herbebouwd wordt. Inbreiding is ook het gebruik van (tot nog toe) onbebouwde grond (die vrijkomt door demping van een waterpartij) voor de bouw van woningen. Inbreiding dient binnen de bestaande bestemmingsplannen plaats te vinden, of deze plannen dienen op de inbreiding te worden aangepast.